# Tam ca Áo Trắng
Tam ca Áo trắng là một nhóm ca nổi tiếng của Việt Nam, gồm ba thành viên là ba chị em ruột: Tuyết Ngân, Minh Tú - Minh Thư (song sinh). Nhóm tam ca này được biết đến khi đoạt giải nhất cuộc thi Tiếng hát phát thanh năm 1992 tại Thành phố Hồ Chí Minh, lúc ấy họ chưa có tên nhóm. Sau đó, ba chị em có tham gia một chương trình ca nhạc mang tên Một thời áo trắng và quyết định đặt tên nhóm là "Tam ca Áo trắng" - là một cái tên ngẫu nhiên. Tam ca Áo trắng được khán giả yêu thích bởi cách biểu diễn trẻ trung, dịu dàng và hồn nhiên, giọng ca trong sáng.

## Cựu thành viên
| Tên        | Ngày sinh        | Nơi sinh                   | Vai trò               |
| ---------- | ---------------- | -------------------------- | --------------------- |
| Tuyết Ngân | 13 tháng 7, 1973 | Sài Gòn, Việt Nam Cộng hòa | Hát chính             |
| Minh Thư   | 18 tháng 1, 1975 | Sài Gòn, Việt Nam Cộng hòa | Giọng cao             |
| Minh Tú    | 18 tháng 1, 1975 | Sài Gòn, Việt Nam Cộng hòa | Giọng thấp, giọng nền |

## Sự nghiệp âm nhạc
Từ thuở nhỏ, Tuyết Ngân và song ca Minh Thư-Minh Tú đã có nhiều giải thưởng từ các cuộc thi hát ở các nhà thiếu nhi, nhưng ba người không hát tam ca. Từ khi được nhạc sĩ Nguyễn Ngọc Thiện và giáo viên thanh nhạc Anh Tuyết (Đội ca Nhà Thiếu nhi Thành phố) chỉ dẫn tập luyện và đạt được giải nhất cho tam ca tại cuộc thi Tiếng hát phát thanh (1992), ba cô gái mới lần đầu tiên hát cùng nhau.
Một lần tham dự chương trình Một thời Áo trắng, cả ba mới chọn tên nhóm là Tam ca Áo trắng, để mỗi lần được nhắc đến là nhớ lại kỉ niệm thời cắp sách.
Sau khi phát hành album "Chào" vào tháng 10 năm 2001, nhóm nhạc này bắt đầu hạn chế sự xuất hiện của mình trên các sân khấu và tụ điểm ca nhạc và chỉ tái hợp để hát trong những dịp quan trọng cho đến khi Tam ca Áo trắng trở lại với đầy đủ ba thành viên vào tháng 5 năm 2008.
Ngày 10 tháng 1 năm 2009, nhóm cùng nghệ sĩ Mai Đình Tới đã biểu diễn trong chương trình "Xuân quê hương" được tổ chức tại Nhà hát War Memorial (San Francisco, Hoa Kỳ), chương trình do "Liên hiệp Các tổ chức hữu nghị Thành phố" và "Ủy ban về người Việt Nam ở nước ngoài" tổ chức.

## Tan rã
Nhóm đã quyết định ngừng ca hát vào trước Tết 2013, chính thức dừng lại sau 21 năm gắn bó. Các thành viên đã kết hôn và đang định cư tại khu người Việt ở Mỹ từ đó đến nay.
Minh Tú kết hôn năm 2002 và hiện là mẹ đơn thân, sống tại Mỹ. Minh Thư kết hôn năm 2003, chồng cô có công ty ở Việt Nam nên cô chia thời gian ra sinh sống ở cả Việt Nam và Mỹ. Còn Tuyết Ngân kết hôn năm 2005 và đang sống cùng gia đình tại Mỹ .
Đến năm 2022, nhóm tái hợp trong MV "Ai cũng cần yêu mà" sau nhiều năm dừng hoạt động.